# 白鳥町 (浜松市)
白鳥町（しろとりちょう）は静岡県浜松市中央区の町名。丁番を持たない単独町名である。住居表示未実施。

## 地理
東名高速道路浜松インターチェンジの東に位置する。東で磐田市池田及び東名、西で流通元町及び松小池町、南で中里町及び中野町、北で貴平町及び常光町と接する。

### 河川
- 天竜川
- 豊田川

### 学区
小学校・中学校の学区は以下の通りである。
- 浜松市立中ノ町小学校
- 浜松市立天竜中学校

## 歴史

### 沿革
- 1889年（明治22年）4月1日 - 町村制の施行により、豊田郡白鳥村・富田村が周辺の村と合併して豊田郡中ノ町村となる。旧村名は中ノ町村の大字として残る[書籍 1]。
- 1896年（明治29年）4月1日 - 郡制の施行により、中ノ町村の所属郡が浜名郡に変更となる。
- 1954年（昭和29年）3月31日 – 中ノ町村が浜松市に編入される。
- 1955年（昭和30年） – 大字白鳥が白鳥町に町名変更するとともに、大字富田を編入する[書籍 2]。
- 1973年（昭和48年）4月1日 - 上石田町・下石田町・松小池町・貴平町・白鳥町の各一部を合わせて流通元町を新設[WEB 8]。
- 2007年（平成19年）4月1日 - 浜松市が政令指定都市となる。白鳥町は東区の一部となる。
- 2024年（令和6年）1月1日 - 浜松市の行政区再編により、白鳥町は中央区の一部となる。

## 施設
- 関東製作所浜松工場
- 三立製菓白鳥工場
- 浜松急送 本社
- 浜ゴム物流浜松営業所（横浜ゴムグループ）
- 遠州トラック白鳥倉庫
- 浜名梱包輸送白鳥センター
- 藤友物流サービス本社・白鳥倉庫
- 六所神社
- 子安神社

## 交通

### バス
- 遠鉄バス
  - 78蒲線：（浜松駅 方面 - ）産業展示館東 - 産業展示館[注釈 1] - 白鳥南 - 白鳥（ - 笠井上町 方面）
  - 78蒲線（平日1往復のみ運行）：（浜松駅 方面 - ）産業展示館東 - 産業展示館[注釈 1] - 白鳥南 - 三立製菓

### 道路
- 静岡県道261号磐田細江線
- 静岡県道313号笠井飯田線
- 静岡県道344号二俣浜松線

## その他

### 警察
警察の管轄区域は以下の通りである。
| 番・番地等 | 警察署       | 交番・駐在所 |
| ---------- | ------------ | ------------ |
| 全域       | 浜松東警察署 | 和田交番     |

### 消防
消防の管轄区域は以下の通りである。
| 番・番地等 | 消防署   | 本署/出張所 |
| ---------- | -------- | ----------- |
| 全域       | 東消防署 | 本署        |